# Mårka
Mårka (samiska: muotke, muorke), ed eller båtdrag betecknar land mellan två vatten eller längs med en fors där man går till fots och eventuellt även drar eller bär båten. Mårka och ed betecknar även fast land mellan två sjöar eller myrar. På franska och engelska är motsvarande term portage vilket betecknar både dragstället (bärstället) och själva dragandet (bärandet).

## Bildgalleri

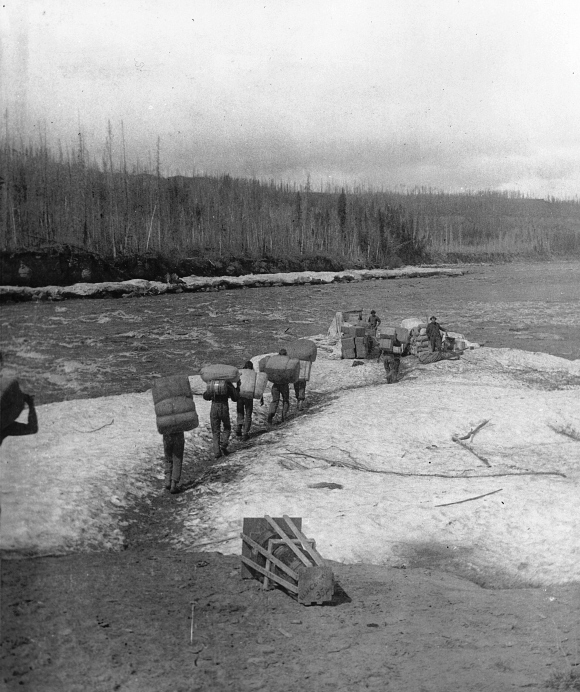
Varor bärs över en mårka vid Slave River, Northwest Territories, cirka 1900.
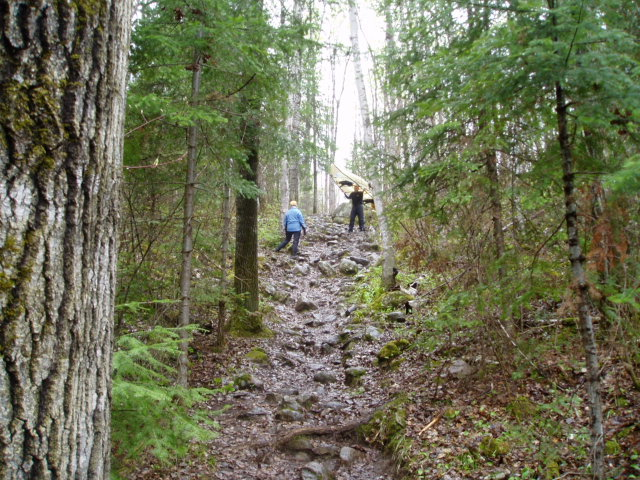
Nedsliten bärväg över en mårka (2007).
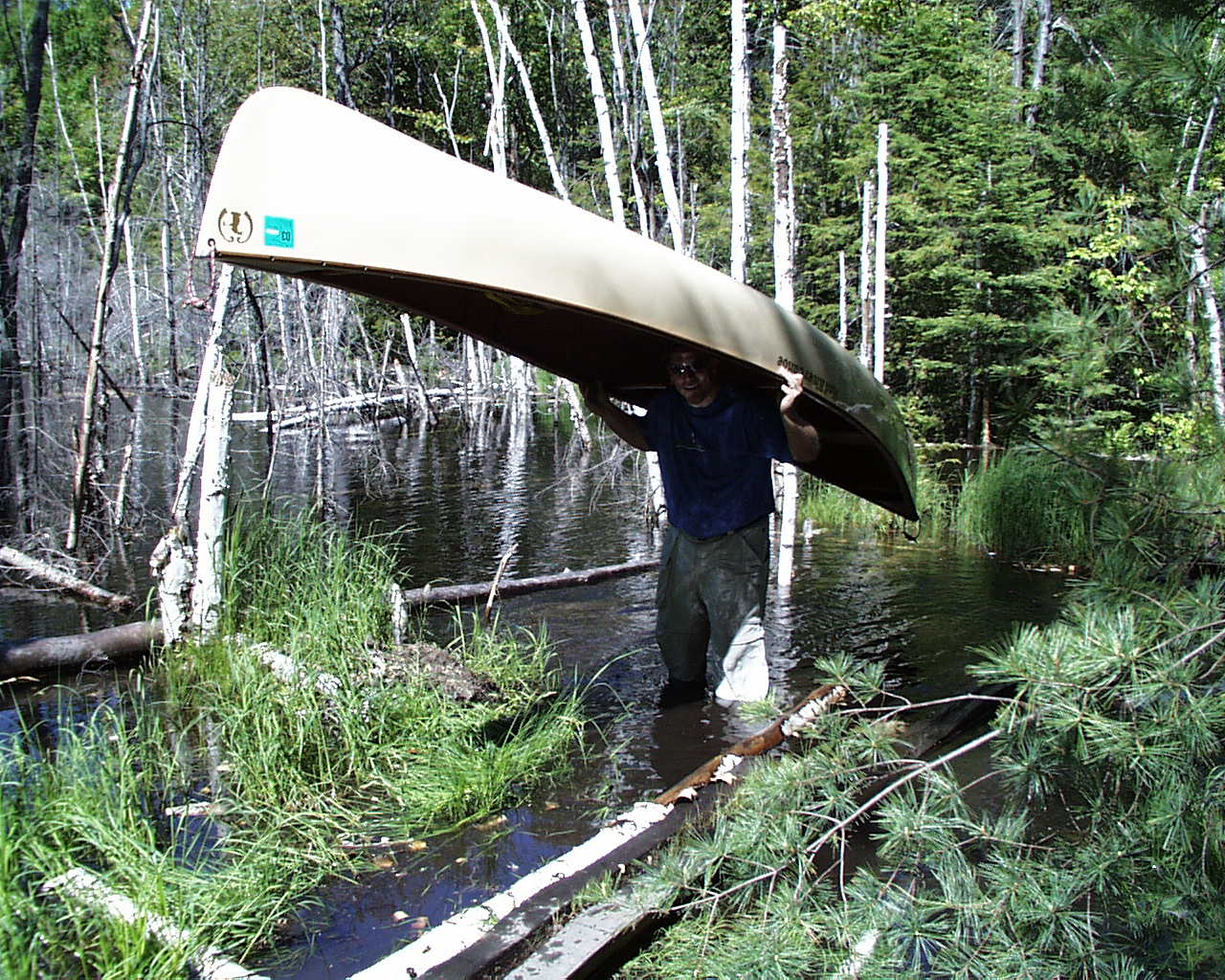
Fritidspaddlare bär sin kanot över en översvämmad mårka (2005).